# باشگاه فوتبال شیمیزو اس-پالس
باشگاه فوتبال شیمیزو اس-پالس (به ژاپنی: 清水エスパルス) یک باشگاه فوتبال حرفه‌ای در ژاپن است. این تیم در سال ۱۹۹۱ تأسیس شد و از سال ۱۹۹۳ به این‌سو همواره در لیگ ۱ فوتبال ژاپن بازی کرده‌است. این تیم در سال ۲۰۱۸ در جی‌لیگ ۱، در بالاترین سطح لیگ فوتبال حرفه‌ای ژاپن، مقام هشتم جدول راکسب کرد.

## افتخارات

### آسیا
- جام برندگان جام آسیا
  -  (۱):  ۱۹۹۹
- سوپرجام آسیا
  -  (۱) : ۲۰۰۰

## بازیکنان برجسته
- الکس بروسکه
- میچل دوک
- رونالدو رودریگز دی جسوس
- ژالمینیا
- مارکوس پائولو آلوز
- پائولو جاملی
- میراندینیا
- آنتونیو بندیتو دا سیلوا
- ادو مانگا
- کارلوس آلبرتو دیاز
- امرسون کاروالیو دا سیلوا
- دیان یاکوویچ
- ایگور سویتانوویچ
- دنیله ماسارو
- فروده جانسن
- پیتر اوتاکا
- میلیوی نوواکوویچ
- فردریک لجانگبرگ
- مارک باون
- تاکاشی اینوی
- شویچی گوندا

## منابع

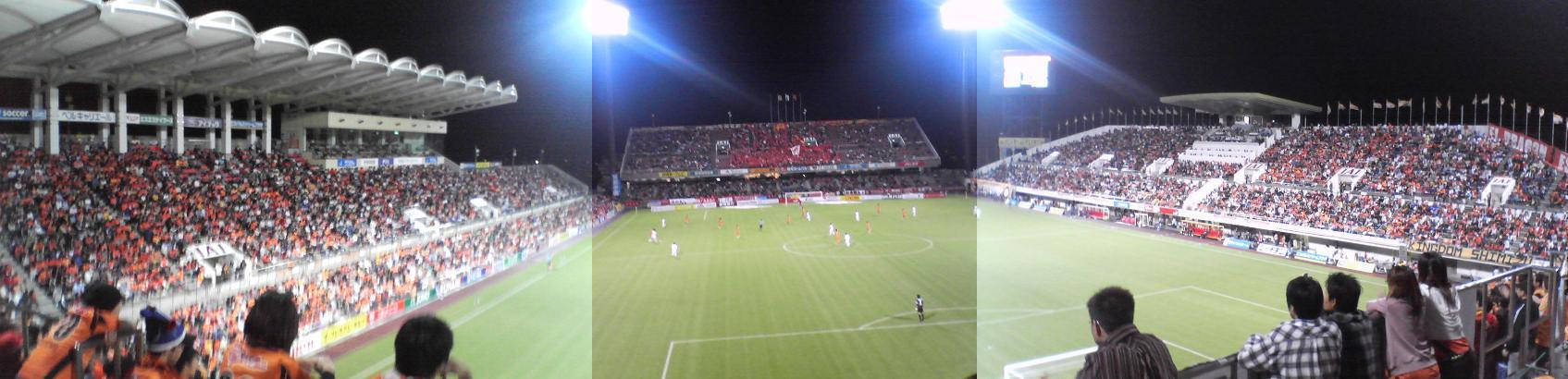
ورزشگاه نیهونداریا که به طور اختصاصی در اختیار شیمیزو اس-پالس قرار دارد